# Hotel Vittoria (Meina)
L'Hotel Vittoria o Victoria, più conosciuto con il nome di Hotel Meina, è stata una struttura alberghiera di Meina che fu luogo di una delle stragi dell'Eccidio del Lago Maggiore. 

## Storia
Già nei primi anni del '900 sul lungolago di Meina, in prossimità dell'imbarcadero, era un albergo con il nome di "Hotel Pensione Zanetta", successivamente rinominato come "Hotel Meina". 
Di proprietà della famiglia Violante, nel 1938 l'albergo fu acquistato dall’intraprendete imprenditore turco Alberto Behar, che a Milano commerciava in tappeti di lusso e ad Arona aveva aperto una sala cinematografica.

L’Hotel fu completamente restaurato in forme razionaliste e trasformato in un edificio più moderno, con circa 70 camere, rinominato "Grand Hotel Victoria". 
Il 15 settembre 1943, elementi delle SS irruppero nell'hotel tra le 9 e le 9,30 della mattina, ne sbarrarono tutte le uscite e arrestarono sedici ebrei che furono identificati e rinchiusi in un'unica stanza all’ultimo piano. 
Il proprietario Alberto Behar e la sua famiglia, ebrei di cittadinanza turca, vennero anch'essi rinchiusi insieme agli altri prigionieri. Successivamente Alberto Behar venne prelevato da due soldati nazisti e condotto al comando di Baveno. Il console turco - amico e ospite presso la villa dei Behar a Meina in seguito al bombardamento del consolato a Milano – intervenne minacciando di sollevare un incidente diplomatico e riuscì a imporre ai tedeschi la liberazione di Alberto Behar (poiché la Turchia era ancora un paese neutrale). 

Pur sotto sequestro, i Behar poterono così muoversi nell’albergo, ma con l’assoluto divieto di uscire. Solo più tardi riuscirono a fuggire e raggiungere la Svizzera. 
Una settimana dopo, nelle notti del 22 e del 23 settembre, gli ebrei tenuti prigionieri furono assassinati. I loro corpi furono gettati nel lago appesantiti con delle zavorre, a qualche centinaio di metri di distanza del paese, verso il confine con Arona.
Alcuni corpi tuttavia affiorarono il giorno seguente e vennero riconosciuti dagli abitanti. 
Su questi tragici eventi Marco Nozza ha scritto un libro e il regista Carlo Lizzani ha girato un film, Hotel Meina. 
Dopo alcuni decenni di inutilizzo e abbandono l'Hotel, ormai pericolante, fu demolito nel 2009. 
Dove sorgeva l'albergo è stato realizzato un nuovo lotto di lungolago e sono state collocate l'imponente scultura “A head for Meina” creata dell'artista israeliano Ofer Lellouche, 17 pietre d'inciampo e una stele per ricordare le vittime innocenti della strage. 